# Prairie Trails
Prairie Trails is een Amerikaanse komische western uit 1920. De stomme film is verloren gegaan.
De film bevatte veel extreme stunts, bijna cartoonesk en ongeloofwaardig. Dit was een vervolg op de in oktober 1920 verschenen film The Texan.

## Verhaal
Terwijl Tex Benton (Tom Mix) in de vorige film alleen achter bleef, heeft hij nu een vrouw gevonden: Janet McWhorter (Kathleen O'Connor). Hij wil met haar trouwen, maar haar vader Stephen McWhorter (Charles K. French) geeft alleen zijn zegen wanneer Tex op de schapenboerderij gaat werken. Tex wil dat niet: als veehouder heeft hij niets met schapen. Hij uit zijn frustraties in de lokale saloon en gaat er vervolgens vandoor op zijn paard. Onderweg wordt hij achterna gezeten door de slechte Jack Purdy (Sid Jordan).
Toch weet Tex nog een vrouw - Alice Endicott (Gloria Hope) - te redden van een op hol geslagen paard. Als hij haar heeft verstopt, vindt hij Janet en samen gaan ze op zoek naar een priester om hun huwelijk in te zegenen. Alice wordt echter gezocht omdat wordt verondersteld dat ze is ontvoerd. Purdy gaat op zoek naar haar voor de beloning haar veilig terug te brengen. Tex moet Alice nu weer redden en Janet, die denkt dat hij haar ontrouw is, gaat teleurgesteld terug naar huis. Ondertussen brengt hij Alice terug naar haar echtgenoot, waarna hij achter Purdy aan gaat die op zijn beurt Janet heeft ontvoerd. Hij redt haar en eindelijk trouwt het stel.

## Rolverdeling
| Acteur            | Personage               |
| ----------------- | ----------------------- |
| Tom Mix           | Tex Benton              |
| Charles K. French | Stephen McWhorter       |
| Kathleen O'Connor | Janet McWhorter         |
| Robert Walker     | Winthrop Adams Endicott |
| Gloria Hope       | Alice Endicott          |
| Sid Jordan        | Jack Purdy              |
| Harry Dunkinson   | Ike Stork               |
| William Elmer     | Rod Blake               |